# Congost de Collegats
El congost de Collegats, o estret de Collegats o, simplement, Collegats, és un congost d'uns 5 km de longitud, format pel riu Noguera Pallaresa en passar entre les serres de Peracalç, a ponent, i del Boumort, a llevant.
Es troba a cavall de les comarques del Pallars Jussà i el Pallars Sobirà, entre els termes actuals de Conca de Dalt, la Pobla de Segur i Baix Pallars.

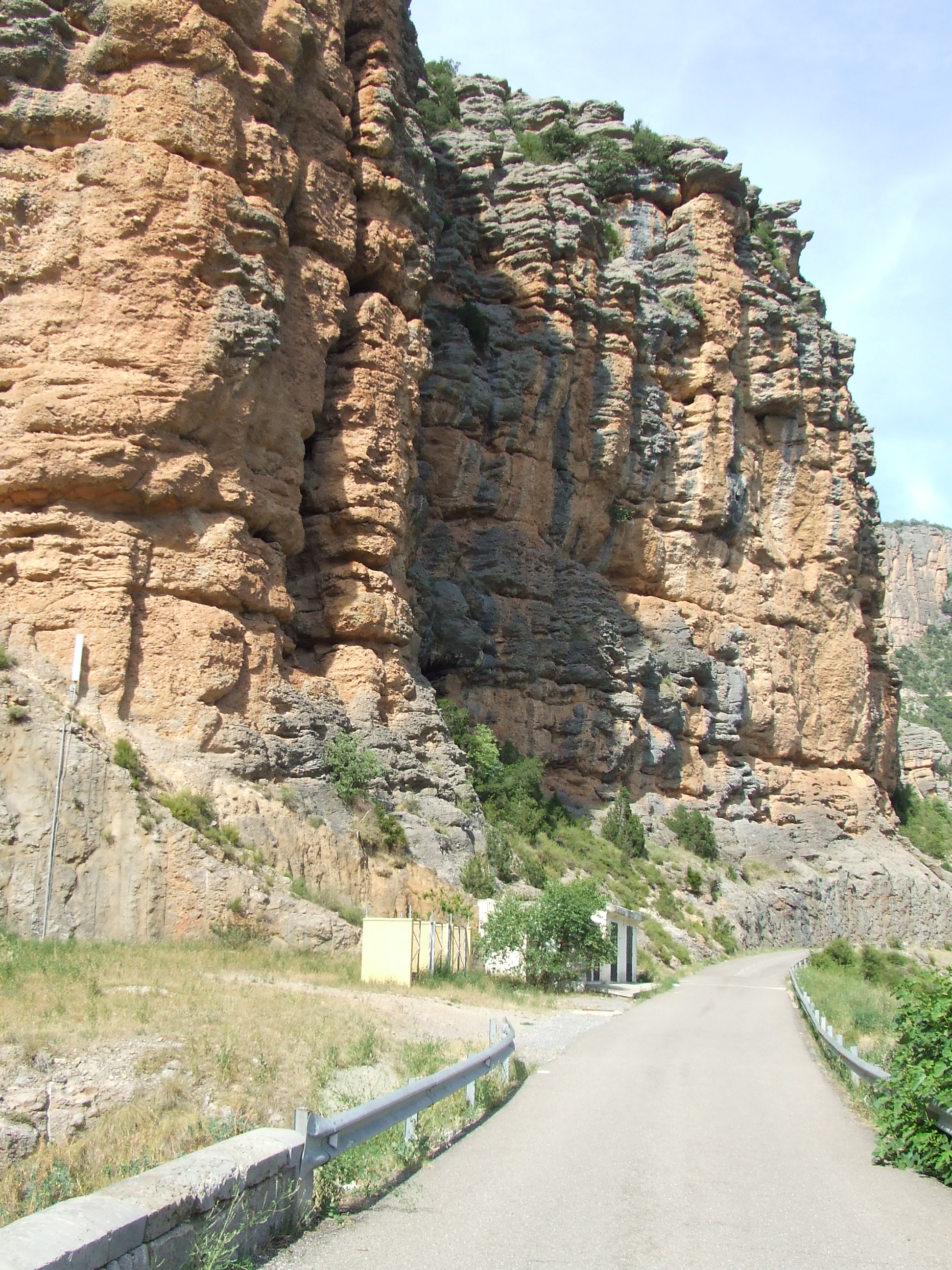
Lloc on era la Barraqueta o Hostal del Pas

Un dels indrets més característics d'aquest congost és l'Argenteria. Es diu que va inspirar Antoni Gaudí per fer la façana de l'edifici de la Pedrera.
L'extrem sud del congost és també força espectacular, ja que és el lloc on s'aboca en la Noguera Pallaresa el barranc de l'Infern, fronterer entre els dos Pallars, que marca una profunda i tancada vall d'aspecte molt feréstec, pràcticament una escletxa a la roca.
En èpoques pretèrites no existia el pas per Collegats, i els camins de comunicació entre els dos Pallars havien d'anar pujant de primer cap a Montsor i baixant per Montcortès de Pallars i Peramea cap a Gerri de la Sal i Sort.
No fou fins a mitjan segle xix que la casa Bringuer, de la Pobla de Segur, obtingué permís per obrir un pas pel congost, amb el consegüent benefici que obtindria de l'explotació del dret de pas. A l'extrem meridional del congost es bastí la Barraqueta, o Hostal del Pas, on se'n feia el cobrament del peatge. Aquest lloc actualment queda al costat de llevant de la boca sud del túnel de la carretera, al peu de la carretera vella.
Aquesta casa, que tingué capella pròpia, dedicada a la Marededeu de Montserrat, era una de les que s'integraren en l'efímer ajuntament de Gramuntill, unit ja el 1847 al de la Pobla de Segur.

## Cultura popular
Collegats ha estat sempre associat a la figura del diable. Joan Lluís recollí tot un seguit de topònims amb aquest contingut: lo barranc de l'Infern, l'Astac del Diable, la Cadira del Banyut, lo Forat de la Bruixa Grossa, lo Balconet de les Bruixes, la cova de la Serpent, lo Roc dels Tres Ulls (un roc que sembla una cara amb tres ulls que vigili el congost, segons la tradició popular), lo Jagant del Vent, lo Prat del Diable, la Cagadora del Dimoni Gros... Antigament, Collegats era accessible només per als raiers que baixaven la fusta des dels boscos de més al nord del congost; el congost de Collegats era un lloc temut pel comportament de l'aigua entre les roques, perillosa per a la circulació de rais.

## L'Espai d'Interès Natural Collegats-Queralt
El congost de Collegats, conjuntament amb els Rocs de Queralt, que pertanyen al mateix sistema orogràfic, formen part de l'Espai natural de Noguera Pallaresa-Collegats, o Collegats- Queralt, dins del Pla d'Espais d'Interès Natural (PEIN) i de la Xarxa Natura 2000.
Aquest espai natural, englobat en el més ampli de Serra de Boumort-Collegats, s'estén per quatre municipis de dues comarques: Conca de Dalt (91,40 ha.), la Pobla de Segur (1.776,07 ha.) i Senterada (5,74 ha.), del Pallars Jussà, i Baix Pallars (469,70 ha.), del Pallars Sobirà. Abraça, en total, 2.342,91 ha, de les quals 1.873,21 són al Pallars Jussà i només 469,70 al Pallars Sobirà. El codi d'aquest espai és ES5130010.
Fou declarat Espai d'Interès Natural pel decret 328/1992 de la Generalitat de Catalunya, de 14 de desembre. La seva delimitació definitiva fou expressada en la Resolució MHA/3158/2004 de 10 de novembre, que diu, textualment:
Delimitació de l'Espai Collegats
Terme municipal del Baix Pallars

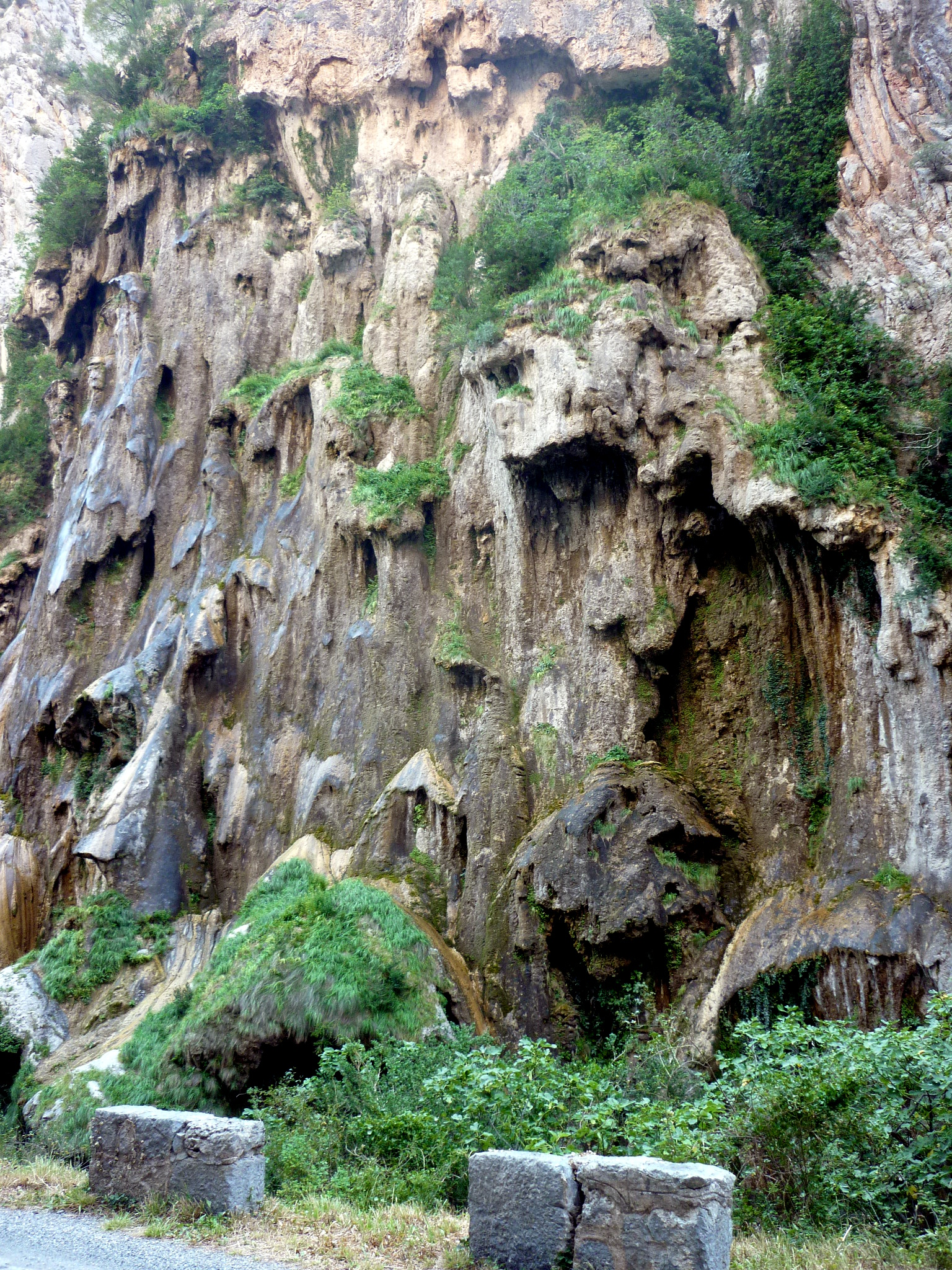
L'Argenteria

La delimitació s'inicia al nord de l'espai, a l'alçada de l'Hostal de Morreres, on la carretera N-260 intercepta el barranc de les Morreres. Des d'aquest punt, continua 150 m en direcció nord-est i traça una línia recta d'uns 30 m des de la carretera en direcció est fins a enllaçar amb la Noguera Pallaresa, al sud de les Salines. Des d'aquest punt, el límit segueix la Noguera Pallaresa en direcció sud-oest fins que pren sentit sud, a la solana del Prat. Just en aquest punt, molt proper a una línia d'alta tensió, el límit segueix en línia recta i en direcció sud-est uns 650 m, fins a interceptar la corba de nivell 1.000 m, al nord de l'Argenteria. Seguidament ressegueix la corba de nivell 1.000 m en sentit sud-est fins a les Culties d'Espluga. En aquest punt, abans que la corba de nivell 1.000 m prengui direcció est, la delimitació segueix una línia recta d'uns 750 m en direcció sud-oest des de la corba de nivell 1.000 m fins a la cota altimètrica 827,74 m, al nord-est del barranc de l'Infern, a l'indret anomenat Espuells. Just en aquesta cota el límit traça una línia recta de 250 m en sentit sud, fins a interceptar el barranc de l'Infern.
Terme municipal de Conca de DaltDes d'aquest punt, també mitjançant una línia recta, d'uns 100 m, i en la mateixa direcció sud, la delimitació intercepta la pista forestal anomenada pista Nova, la qual segueix 300 m en direcció oest fins a interceptar la corba de nivell 685 m. Des d'aquest punt, la delimitació segueix per la carena fins a arribar a la cota 882,04 m, on el límit continua en línia recta en direcció sud 850 m fins a interceptar, a l'oest del barranc de Llabro, la corba de nivell 825 m, la qual segueix 150 m en direcció oest fins que la corba es desvia cap al sud, just en una carena. En aquest punt, la delimitació descendeix en direcció oest per aquesta carena fins a confluir amb la Noguera Pallaresa, en el meandre que descriu el curs fluvial 200 m al sud del barranc de Sant Pere. Tot seguit, el límit segueix pel marge de la Noguera Pallaresa en direcció sud uns 550 m fins a arribar al sud de l'Hort de la Planta, on la Noguera Pallaresa pren sentit oest, 75 m al sud de la confluència del torrent provinent del bosc de Llania amb la Noguera Pallaresa. En aquest punt el límit es desvia de la Noguera Pallaresa i continua 50 m en línia recta i sentit sud fins a interceptar la corba de nivell 550 m. El límit segueix per la corba de nivell 550 m en sentit sud-oest, paral·lel al riu, fins a arribar a la presa de Sossís. Des de la presa ressegueix encara uns 150 m més la corba de nivell 550 m, i en aquest punt la delimitació pren direcció nord fins a arribar a la riba dreta de la Noguera Pallaresa mitjançant una línia recta d'uns 125 m.
Terme municipal de la Pobla de SegurEn aquest terme la delimitació ressegueix el marge de la Noguera Pallaresa, i travessa la presa de Sossís i el barranquet de l'Espluga, fins a arribar al barranc d'Ansa. Des d'aquest punt, segueix pel barranc d'Ansa en sentit nord fins que el barranc conflueix amb la carretera de Balaguer a França (C-147). La delimitació continua per la carretera de Balaguer a França en sentit est fins a arribar a un encreuament a mà esquerra. Pren el camí de Gramuntill en sentit ascendent fins a arribar a un altre encreuament. La delimitació segueix pel camí de Gramuntill en direcció sud-oest fins a uns 90 m després d'interceptar la corba de nivell 575 m. A partir d'aquest punt la delimitació segueix la carena en direcció nord fins a interceptar una línia elèctrica d'alta tensió, a la cota 675 m. Des d'aquest punt, el límit traça una línia recta en direcció nord d'uns 400 m fins a contactar amb la carena situada a l'oest del barranc de Sant Pere, a la corba de nivell 900 m, i en aquest punt la delimitació segueix la carena en direcció nord-oest fins a confluir amb el cim de cota 974,7 m del Tossal del Cap.

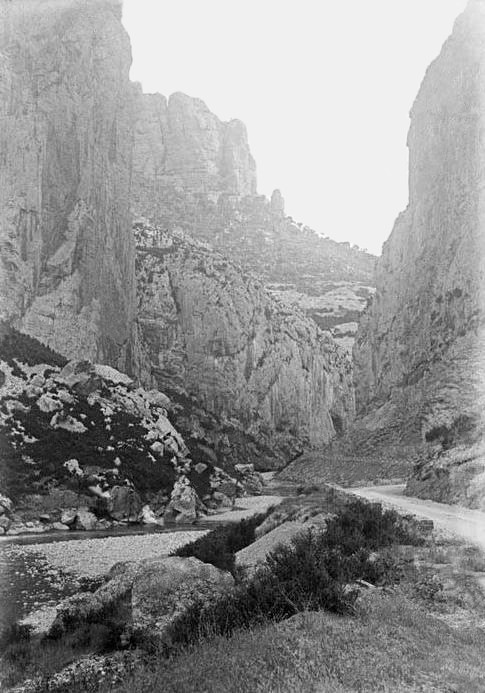
El congost de Collegats en una imatge presa entre el 1880 i el 1926

Terme municipal del Baix PallarsDins el terme municipal del Baix Pallars, el límit traça una línia recta d'uns 625 m en direcció nord, des del Tossal del Cap fins a la confluència de la Llau de Queralt amb la Llau de les Esplugues. Des d'aquest punt traça una línia recta d'uns 175 m en direcció est fins a interceptar la corba de nivell 800 m al nord del barranc de Sant Pere. El límit ressegueix la corba de nivell 800 m uns 850 m, paral·lel al barranc de Sant Pere, fins que enllaça amb el carener de lo serrat Gros. En aquest punt el límit segueix per la carena, canvia de direcció sud-est a nord, travessa les Casals i continua per la carena fins a arribar al punt altimètric 1.173,46 m, al sud del collet Jornat, on pren direcció nord-est, sempre per la carena, fins a interceptar el cim de cota 1.102,3 m. Des d'aquesta cota, la delimitació traça una línia recta en direcció nord-est d'uns 500 m fins a confluir amb la carretera de Balaguer a França, just a l'indret on una línia elèctrica d'alta tensió travessa la carretera en direcció nord, a les Morreres. Des d'aquest punt el límit continua 225 m en direcció nord-est fins a interceptar amb el barranc de les Morreres, el punt inicial de la delimitació.
Resten exclosos de l'àmbit del Pla els terrenys que el planejament urbanístic vigent hagi classificat com a sòl urbà o urbanitzable, llevat d'aquells que tinguin la qualificació de zona verda, sistema d'espais lliures o similar.

### Vegetació
La peculiar constitució geomorfològica d'aquest espai natural afecta molt la vegetació que s'hi pot trobar. Hi destaquen paisatges vegetals típics de la muntanya pre-pirinenca. S'hi troben molses (Adianthion) a les zones amb abundosos degotalls calcaris i importants pinedes de pinassa (Pinus nigra), als vessants costeruts del congost.

### Fauna
A l'Espai Natural de Collegats - Queralt no hi ha la riquesa de fauna que es troba a la propera Reserva Nacional de Caça del Boumort, però hi podem trobar, tot i que en estat precari, la llúdria. Els penya-segats, cingles i roquissars sí que disposen d'una fauna pròpia i molt estable. Cal destacar-ne l'abundor de rapinyaires i la de quiròpters i invertebrats cavernícoles. Cal esmentar un mol·lusc endèmic, Pyrenaearia organiaca, freqüent a les roques d'aquest espai.

## L'Argenteria
L'Argenteria és una surgència d'aigua a la paret de roca que ha format travertins de formes particulars que inspiraren tant el poeta Maragall com l'arquitecte Gaudí. Es diu que Antoni Gaudí va inspirar-se en l'Argenteria per a fer la casa Milà (La Pedrera).
L'Argenteria és al marge esquerre la Noguera Pallaresa. Aquesta roca destaca per les seves formes causades pels dipòsits de carbonats i l'erosió de l'aigua. És especialment espectacular durant l'hivern, quan l'aigua es glaça i el gel forma grans degotalls en forma de cortines.
Accés: l'Argenteria està situada entre Gerri de la Sal i la Pobla de Segur. Al quilòmetre 297,6 de la carretera N-260, s'hi troba, a l'esquerra i pujant, un aparcament on hi ha un monument als raiers on cal deixar el cotxe. D'aquí s'agafa el trencall (camí a peu) que porta a la carretera vella, que seguirem aproximadament 1 km en el sentit del riu (sud). El lloc està senyalitzat amb un rètol i un monument dedicat a Jacint Verdaguer.

### Geologia
El geòtop coincideix amb la part més emblemàtica del Congost de Collegats, l'Argenteria, que geològicament correspon allí on la Noguera Pallaresa s'ha engorjat a través de les calcàries cretàcies. Es poden observar les formes travertíniques produïdes per la precipitació de carbonat dissolt de les calcàries cretàcies que tapissen amb formes molt espectaculars els substrats de calcàries mesozoiques plegades. Allí on no s'han desenvolupat travertins es poden observar plecs que afecten els estrats de calcàries del Cretaci inferior, com el plec immediatament situat al sud de l'Argenteria.

## Projectes de Custòdia del Territori
L'any 2012 l'Ajuntament de la Pobla de Segur i l'Estació Biològica del Pallars Jussà (EBPJ) van signar un acord de custòdia del territori per dinamitzar la gestió dels forests Rocs de Queralt, amb una superfície de 414 ha. Fruit d'aquest acord, i d'un altre signat amb una finca particular adjacent, des de llavors s'han anat realitzant un seguit d'actuacions per dinamitzar l'espai:
- Seguiment de la fauna silvestre de l'espai, per part de l'EBPJ.
- Identificació de la xarxa bàsica de camins de ferradura de l'entorn de Collegats.
- L'any 2013, recuperació de 8 km d'antics camins de ferradura per part de l'Ajuntament a les forests Rocs de Queralt i Emprius, gràcies a la subvenció rebuda per actuacions en espais naturals protegits.
- L'any 2014, edició per part de l'Ajuntament d'un mapa excursionista per divulgar la xarxa de senders i elaboració de dos vídeos promocionals. En els dos casos amb el suport de l'Institut d'Estudis Ilerdencs de la Diputació de Lleida.
- L'any 2015, gràcies a la subvenció de la Direcció General de Medi Natural per a actuacions en espais naturals protegits, es va continuar amb la 2a fase de recuperació de camins de ferradura històrics: el camí de la Masia de Queralt fins al monestir de St. Pere de les Maleses i el camí de Montsor pel barranc de Vallcarca. També es va fer la senyalització de continuïtat dels senders oberts en la 1a i 2a fase i es va instal·lar senyalització informativa i interpretativa.
- L'any 2016, gràcies a l'assessorament de DCB Turisme i desenvolupament Local, l'Ajuntament ha editat el catàleg QUÈ POTS VIURE A COLLEGATS-BOUMORT, amb 54 propostes turístiques d'empreses i entitats.

L'any 2014 l'EBPJ signa un nou acord de custòdia del territori amb Climent Cuberes a la zona de Gramuntill per seguir treballant en la conservació i desenvolupament del territori de Collegats.